# Jelcz AP 021
Jelcz AP 021 (někdy označován jako Jelcz 021) je typ polského kloubového autobusu, který byl vyráběn ve druhé polovině 60. let 20. století. 

## Konstrukce
Jelcz AP 021 vychází z dříve vyráběného typu Jelcz AP 02, od kterého se liší především zkráceným zadním článkem. Jde tedy opět o třínápravový dvoučlánkový autobus se třemi dveřmi pro cestující v pravé bočnici. Autobusy AP 021 byly vyráběny pouze v městské verzi, takže byly určeny převážně pro provoz v rámci MHD.

## Provoz
Vozy AP 021 byly dodávány výhradně do polských měst (např. Varšava nebo Krakov).

## Historické vozy
- MPK Krakov (vůz ev. č. 519)